# 川勝光隆
川勝 光隆（かわかつ みつたか）は、江戸時代前期から中期の旗本。隆房流川勝家の3代当主。

## 生涯
貞享2年（1685年）、川勝隆成の嫡男として江戸に生まれた。元禄8年（1695年）2月28日、11歳で初めて将軍徳川綱吉に拝謁した。宝永6年（1709年）4月6日、大番に列した。享保4年（1719年）11月2日、父隆成の死去により家督（蔵米400俵）を継いだ。
享保15年（1730年）2月7日、組頭となった。元文元年（1736年）二条城の守衛にあって女御御所の造営に携わったため、同年11月2日、黄金2枚を給わり、同年11月4日禁裏よりも紗綾五巻を拝賜した。寛保3年（1743年）閏4月15日、利根姫（将軍徳川吉宗の養女）の用人に転じ、同年12月21日に布衣を着る事を許された。延享2年（1745年）、利根姫逝去により、延享3年（1746年）3月8日に退職を許され、寄合に列し、同年8月21日に船手となった。
宝暦元年（1751年）7月16日、67歳で没した。家督は実弟で養子の隆恭が継いだ。